# Mihalotzy Géza
Mihalotzy Géza (eredeti neve: Mihalóczy; angolul: Géza Mihalotzy) (Nagyvárad, 1825. április 21. – Chattanooga, Tennessee, 1864. március 11.) magyar honvédkapitány; az amerikai polgárháború ezredeseként halt hősi halált az északiak oldalán.

## Életpályája
Római katolikus magyar családban született, apja Mihálóczy Károly császári-királyi őrnagy, 1848/49-ben nemzetőr alezredes. A gyermek Mihalotzy is a katonai pályát választotta hivatásának, 13 éves korától tanult a bécsújhelyi katonai akadémián, ahonnan 1841-ben került ki mint kadét. Később hadnagyi kinevezést kapott, s ebben a beosztásban teljesített szolgálatot. Az 1848–49-es forradalom és szabadságharc idején szeptemberben az óbudai nemzetőrséghez csatlakozott, szeptemberben hadnaggyá léptették elő, 1849 februárjában már főhadnagyi rangban teljesített szolgálatot, majd áthelyezték a 14. honvédzászlóaljba a Feldunai hadtesthez. 1849 júniusában a VII. hadtest századosa lett. A világosi fegyverletétel után neki is menekülnie kellett, Londonba emigrált.
Londonban Kossuth Lajos egyik legbizalmasabb emberével, Pulszky Ferenccel keveredett kardpárbajba. Mihalotzy párbajsegédje Türr István, a későbbi garibaldista tábornok volt, Pulszky párbajsegédje pedig Andrássy Gyula gróf, az osztrák-magyar monarchia későbbi külügyminisztere. Mihalotzy megsebesült az egyik karján, felgyógyulása után emigrált az Amerikai Egyesült Államokba. Pulszky csakugyan megsértette a büszke Mihalotzyt, de nem biztos, hogy párbajoztak, mert a másik legenda szerint Pulszky nem mert kiállni Mihalotzyval, aki erre két pofonnal lezárta az ügyet. Az azonban biztos, hogy Mihalotzy Amerikába emigrált, Londonban ui. megélhetési nehézségei voltak.
Chicagóban telepedett le, s megpróbált farmergazdaságot létrehozni, majd 1861 elején a chicagói magyarokból, csehekből, németekből megszervezett egy csapatot, amelynek neve „Lincoln puskások”, angolul „Lincoln Riflemen”, a megválasztott, de még be nem iktatott Abraham Lincoln amerikai elnökről. Kuné Gyula is segített a csapat szervezésében, később Kuné szervezte meg a 24. Illinois-i önkéntes gyalogezredet, ebbe olvadtak bele a Lincoln puskások, s Mihalotzy itt előbb alezredesi rangban, 1861. december 23-tól ezredesi rendfokozattal teljesített szolgálatot. Az ezred hosszabb ideig Missouri államban, később Kentucky, Tennessee és Alabama államokban harcolt. William Rosecrans tábornok vezetése alatt 1862. december 31 és 1863. január 2 közt részt vettek a Stones River-i csatában.
1863. szeptember 19-én a chickamaugai csatában, amikor Mihalotzy magasra emelte jobb kezével a kardot, hogy embereit rohamra vezesse, jobb tenyerét átlőtte az ellenség, de ilyen körülmények közt is sikerült John Converse Starkweather tábornok tüzérütegét megmenteni. Ekkor hosszabb betegszabadságra ment, amíg meggyógyult a keze. 1864. február 24-én már ismét harcolt Tennessee államban, ezrede egy kisebb csatározásban vett részt Dalton mellett. Az ezredet estefelé előre rendelték Buzzard's Roost Gapig. Az ellenség is előrenyomult, éppen egymással szemben voltak, Mihalotzy éjfélkor előrement megvizsgálni az előörsöket, s ekkor az éjszakában egyetlen magányos lövés hangzott el, mely mélyen befúródott Mihalotzy jobb oldalába, súlyosan megsebesítve őt, még vissza tudott menni tisztjeihez. Még az éjszaka folyamán az ott levő csapatok bementek Chattanooga városba, magukkal vitték a sebesült ezredest, de nem lehetett már megmenteni, néhány heti szenvedés után, 1864. március 11-én elhunyt. A Chattanoogai nemzeti temetőben helyezték örök nyugalomra. Özvegye maradt utána.
Eszméit tekintve Mihalotzy az amerikai polgárháborúban a rabszolgafelszabadítást tartotta a legfontosabbnak, vele azonos elveket vallott főhadnagya, Jekelfalussy Sándor, aki az ezredhez csatlakozott szökött rabszolgákat nem volt hajlandó kiadni a délieknek, pedig parancs volt rá. A rabszolgák felszabadítására és néger ezredek felállítására majd csak a polgárháború második felében került sor, 1863. január 1-jén Abraham Lincoln elnök közreadta az Emancipációs Kiáltványt, amelynek értelmében 1863. január 1-jétől a lázadó déli államok területén minden rabszolga szabad lesz. Mihalotzy kérte, hogy egy néger ezred vezetője lehessen, ebben halála megakadályozta, de több életben maradt magyar emigráns vállalta néger ezredek kiképzését és vezetését, köztük Dobozy Péter Pál, Zimándy Antal P., Csermelyi József, Kossuth Lajos unokaöccsei, a Zsulavszky-fiúk (Zsulavszky László, Zsulavszky Emil, Zsulavszky Zsigmond), Ruttkay Albert.

## Emlékezete
A hadvezetőség elrendelte 1864 áprilisában, hogy Chattanooga város körül erődítéseket építsenek, a Cemron Hillen épített erődöt Fort Mihalotzynak nevezték el. John M. Palmer altábornagy elismeréssel szólt Mihalotzy kiváló katonai tanácsairól, John Converse Starkweather dandártábornok a chickamaugai harcokban tanúsított vitézségét és higgadtságát dicsérte.